# Creepshow 3
Creepshow III (bra: Creepshow 3 - Forças do Mal) é um filme de televisão produzido nos Estados Unidos em 2006, co-escrito e dirigido por Ana Clavell e James Glenn Dudelson.
Esse filme não faz parte oficial da franquia "Creepshow", esse filme independente foi feito para a TV em 2006, e foi lançado em 15 de maio de 2007. Ninguém da produção dos filmes anteriores tanto de "Creepshow - Arrepio do Medo" (Creepshow) ou "Show de Horrores" (Creepshow 2) ou seja, Stephen King e George A. Romero, estiveram envolvido na produção desse filme.

## Sinopse
Cinco antologias com histórias curtas de terror:
- Alice: Alice volta para casa e descobre que seu pai tem a posse de um 'controle remoto universal' que muda o rumo da história a cada vez que é acionado. Durante o processo das mudanças, Alice vai lentamente se transformando em um ser horrendo.
- O Rádio: Jerry compra um rádio de um mendigo para substituir o seu e logo o aparelho começa a falar com ele sobre riqueza e possibilidades infinitas, levando Jerry a cometer assassinatos e roubos até seu triste fim.
- A Prostituta: Victor é um cliente tímido de uma prostituta chamada Rachael. Indo a seu encontro, ela se depara com uma casa cheia de sangue e entranhas e resolve matar Victor antes que ele perceba. Mas Rachael terá grandes surpresas após fazê-lo.
- A Mulher do Professor: Dois ex-alunos do Professor Dayton vão à casa do homem para comemorar seu casamento com Kathy, uma mulher perfeita. Desconfiados que ela seja um robô e de que tudo aquilo não passava de uma pegadinha do brincalhão Professor Dayton, eles resolvem desmembrá-la para ver seus circuitos.
- O Cachorro Quente do Inferno: O Dr. Farwell é um homem desprezível e sem sentimentos que certo dia ao voltar para casa resolve comprar um cachorro-quente. O produto havia sido previamente envenenado e preparado para ele, mas Farwell derruba a comida e dá a um mendigo que vendia  produtos estranhos na rua.